# 佐藤隆太
佐藤 隆太（さとう りゅうた、1980年〈昭和55年〉2月27日 - ）は、日本の俳優。東京都目黒区出身。ケイファクトリーを退所し独立。

## 略歴
- 日本大学櫻丘高等学校、日本大学藝術学部映画学科卒業。
- 1999年、舞台『BOYS TIME』で俳優デビュー。
- 2000年、『池袋ウエストゲートパーク』で森マサ役を務める。
- 2002年、『木更津キャッツアイ』岡林シンゴ（通称：マスター）役で注目を集める。
- 2005年、『絶対恐怖 Booth ブース』の勝又真吾役で映画初主演を務める[1]。『海猿 UMIZARU EVOLUTION』の吉岡哲也役で主人公の相棒（バディ）を演じ、以降の『海猿』シリーズでも同役を担当する。
- 2006年、トヨタ自動車の小型トールワゴン「ラクティス」のCMキャラクターに起用され、これを機に実生活でもラクティスを使用する。
- 2007年、母校である日本大学藝術学部が出身者の功績を讃える目的で設立した「日藝賞」を受賞。三谷幸喜と共に第1回目の受賞者として授賞式に臨み、これが初めての賞だと受賞の喜びを語った。
- 2008年、『ROOKIES』（TBS系列）の川藤幸一役で連続ドラマ初主演を務める。
- 2009年、『ビロクシー・ブルース』のユージーン役で舞台初主演を務める。
- 2009年7月14日、かねてから交際していた一般人女性との結婚を発表[2]。当時妻は既に妊娠7か月であり、同年11月29日に第1子となる女児が誕生。
- 俳優以外の活動としては、2003年に映画『ROCKERS』内で結成された同名のバンドの一員として音楽活動を行い、『ミュージックステーション』などの音楽番組に出演。2004年にはPUFFYの吉村由美とのユニット「ザ・テンパーズ」を結成。
- 2014年7月に第2子となる次女が誕生[3]。
- 2016年5月に第3子が誕生[注 1][4]。
- 2023年7月、ビッグモーターによる保険金不正請求問題を受けて20日付で同社のCMの契約解除を事務所が発表した[5]。
- 2024年3月31日付けで所属事務所ケイファクトリーを退所し、独立した[6][7]。

## 人物

### 趣味
- 趣味は野球。阪神タイガースのファンであり[8]、2016年には阪神ファンの著名人がリレーで歌う「みんなで六甲おろし」の映像に金本知憲の背番号「6」と名前が入ったユニフォーム（2007年～2011年ビジターユニフォーム）を着用して出演した。高校時代の3年間は野球部に所属して甲子園を目指していた。ポジションは控えの中堅手[要出典]。
- 森田まさのりの野球漫画『ROOKIES』の大ファンであり、自身の母校に全巻を寄贈した[9]ばかりか、「自分が役者として成熟し川藤役ができるまで、ドラマ化は待って欲しい。」と手紙で森田に訴えるほどだった[10]。この作品が2008年にドラマ化され、主人公：川藤幸一役に起用された際、「いつか役者になってこの作品をドラマ化したい」と思った17歳で原作を読んだ時のエピソードを明かすとともに「川藤をやれるならそこで役者を引退してもいい」と感激の強さを表現した[11]。また、母校である日本大学櫻丘高等学校もロケ地協力をした。
- 『キン肉マン』のファンでもあり、好きな超人はザ・ニンジャである[要出典]。
- 300足以上所有するほどのスニーカー・コレクターである[要出典]。

### エピソード
- デビュー前は、アパレルの店員としてコムサで働いていた[12]。
- プレゼントを贈ることが好きである。『ROOKIES』撮影中には、共演者の足のサイズを調べた上で特別注文のスニーカーを贈った[注 2]。
- 2009年5月8日、札幌ドームで行われた北海道日本ハムファイターズ対オリックス・バファローズ第6回戦の始球式に映画『ROOKIES -卒業-』のキャストと登場。しかし、稲葉篤紀にライト前ヒットを打たれた[15]。
- 俳優の塚本高史と仲が良く、同居していた時期もある[要出典]。
- 大学の同級生には須田邦裕がいた[要出典]

## 受賞歴
- 2007年 第1回日藝賞[16]
- 2008年 第58回ザテレビジョンドラマアカデミー賞 主演男優賞（『ROOKIES』）[17]
- 2010年 第21回日本ジュエリーベストドレッサー賞 男性部門
- 2010年 第7回COTTON USAアワード
- 2016年 第3回コンフィデンスアワード・ドラマ賞 助演男優賞（『ナオミとカナコ』）[18][19]
- 2016年 ベストレザーニスト2016[20]

## 出演

### テレビドラマ
- 悪いオンナ「誘惑を売る女」（1999年12月、TBS） - 千倉吾朗 役
- 池袋ウエストゲートパーク（2000年、TBS） - 森マサ 役
- HERO 第7話（2001年、フジテレビ） - 赤塚祐一 役
- 天国に一番近い男・教師編（2001年、TBS） - 愛川欽也 役
- PROJECT-C（2001年、BS-i） - 須田和也 役
- 木更津キャッツアイ（2002年、TBS） - 岡林シンゴ（通称：マスター）役
- 風の盆から（2002年、NHK BShi）
- 天才柳沢教授の生活（2002年、フジテレビ） - 恩田ヒロミツ 役
- きみはペット（2003年、TBS） - 石田裕太 役
- 池袋ウエストゲートパーク スープの回（2003年、TBS） - 森マサ / マスター（木更津キャッツアイの登場人物） 役
- 男湯（2003年5月3日、フジテレビ） - 馬場春臣（アカボイジャー）役
- 男湯2（2003年11月8日、フジテレビ） - 馬場春臣 役
- あした天気になあれ。（2003年、日本テレビ） - 会田聡 役
- マンハッタンラブストーリー（2003年、TBS）
- プライド（2004年、フジテレビ） - 島村真琴 役
- ドリームメーカーTVドラマ「1 minutes」（2004年、BSフジ）
- RUNNER'S HIGH（2004年、フジテレビ） - 岩見武志 役
- 東京湾景〜Destiny of Love〜（2004年、フジテレビ） - 早瀬佳男 役
- 僕と彼女と彼女の生きる道スペシャル（2004年9月18日、関西テレビ・フジテレビ）
- 一番大切な人は誰ですか?（2004年、日本テレビ） - 藤尾哲春 役
- 冬の運動会（2005年1月4日、日本テレビ） - 船久保公一 役
- 離婚弁護士（フジテレビ）
  - 離婚弁護士 新春スペシャル（2005年1月6日） - 夏木佑介 役
  - 離婚弁護士II〜ハンサムウーマン〜（2005年） - 神谷佑介 役
- 海猿 UMIZARU EVOLUTION（2005年、フジテレビ） - 吉岡哲也 役
- TBSテレビ50周年新春スペシャルドラマ「里見八犬伝」（2006年、TBS） - 犬川荘助義任 役
- 輪舞曲（2006年、TBS） - ヒデ 役
- ギャルサー（2006年、日本テレビ） - 一ノ瀬誠 役
- 東京タワー 〜オカンとボクと、時々、オトン〜（2006年11月18日、フジテレビ） - 榎本 役
- 大河ドラマ（NHK総合）
  - 風林火山（2007年） - 矢崎平蔵 役
  - 花燃ゆ（2015年） - 前原一誠 役
  - どうする家康（2023年） - 豊臣秀長 役[21]
- 翼の折れた天使たち 第1夜「衝動」（2007年2月26日、フジテレビ） - 永坂裕紀 役
- ママが料理をつくる理由（2007年3月3日、フジテレビ） - 村井友之 役
- 死ぬかと思った（2007年4月7日、日本テレビ） - 近藤竜也・岡田雅人 役
- バンビ〜ノ!（2007年4月 - 6月、日本テレビ） - 香取望 役
- 歌姫（2007年10月 - 12月、TBS） - クロワッサンの松 役
- ROOKIES（2008年4月 - 7月、TBS） - 川藤幸一 役（主演）
- 婚カツ!（2009年4月 - 6月、フジテレビ） - 深澤茂 役
- まっすぐな男（2010年1月 - 3月、関西テレビ・フジテレビ） - 松嶋健一郎 役（主演）[22]
- BUNGO -日本文学シネマ-「檸檬」（2010年2月17日、TBS） - カジイ 役（主演）
- フジテレビ開局50周年企画「わが家の歴史」（2010年4月9日 - 11日、フジテレビ） - 八女宗男 役
- プロポーズ兄弟〜生まれ順別 男が結婚する方法〜（2011年2月21日 - 24日、フジテレビ） - 山田一郎 役（主演）
- 熱中時代（2011年4月9日、日本テレビ） - 南雲大地 役（主演）
- JIN-仁- 完結編（2011年4月 - 6月、TBS） - 東修介 役
- 光る壁画（2011年10月1日、テレビ朝日） - 曽根菊男 役（主演）
- 南極大陸（2011年10月 - 12月、TBS） - 安藤道雄 役
- もう誘拐なんてしない（2012年1月3日、フジテレビ） - 甲本一樹 役
- 妄想捜査〜桑潟幸一准教授のスタイリッシュな生活（2012年1月 - 3月、テレビ朝日） - 桑潟幸一 役（主演）
- クレオパトラな女たち（2012年4月 - 6月、日本テレビ） - 岸峯太郎 役（主演）
- お助け屋☆陣八 最終話（2013年3月28日、読売テレビ・日本テレビ） - 久住健太 役（特別出演）
- でたらめヒーロー（2013年4月 - 6月、読売テレビ・日本テレビ） - 久住健太 役（主演）
- リーガルハイ 第2話（2013年10月16日、フジテレビ） - 鮎川光 役
- 失恋ショコラティエ（2014年1月 - 3月、フジテレビ） - 六道誠之助 役
- 人質の朗読会（2014年3月8日、WOWOW） - 中原誠一 役
- 芙蓉の人〜富士山頂の妻（2014年7月 - 8月、NHK総合） - 野中到 役
- SAKURA〜事件を聞く女〜（2014年10月 - 12月、TBS） - 竹内正人 役
- 保育探偵25時〜花咲慎一郎は眠れない!!〜 最終話（2015年3月13日、テレビ東京系列） - 政池光司 役
- 恋愛時代（2015年4月 - 6月、読売テレビ制作、日本テレビ） - 喜多嶋竜一 役
- HEAT（2015年7月 - 9月、関西テレビ制作、フジテレビ） - 合田篤志 役
- 新春ワイド時代劇「信長燃ゆ」（2016年1月2日、テレビ東京） - 近衛信基 役
- ナオミとカナコ（2016年1月 - 3月、フジテレビ） - 服部達郎／林竜輝 役（2役）[23]
- ドラマ10「コピーフェイス～消された私～」(2016年11月18日-12月23日、NHK総合) -朝倉柊二役 [24]
- 火の粉（2016年4月 - 5月、東海テレビ・フジテレビ） - 池本亨 役[25]
- 僕のヤバイ妻（2016年4月 - 6月、関西テレビ・フジテレビ） - 相馬誠一郎 役[26]
- 忠臣蔵の恋〜四十八人目の忠臣〜（2016年9月 - 、NHK総合） - 堀部安兵衛 役[27]
- IQ246〜華麗なる事件簿〜 第2話（2016年10月23日、TBS） - 前川公平 役[28]
- ウチの夫は仕事ができない（2017年7月8日 - 9月16日、日本テレビ） - 土方俊治 役
- カンナさーん! 第1話（2017年7月18日、TBS） - 輪島 役
- 下北沢ダイハード 第7話（2017年9月2日、テレビ東京） - 伊沢キヨシ 役
- FNS27時間テレビ にほんのれきし 『私たちの薩長同盟』（2017年9月10日、フジテレビ） - 西郷隆盛 役
- 男の操（2017年11月12日 - 12月24日、NHK BSプレミアム） - 面道保 役
- 弟の夫（2018年3月4日 - 3月18日、NHK BSプレミアム） - 折口弥一 役（主演）[29]
- やけに弁の立つ弁護士が学校でほえる 第1話 - 第3話（2018年4月21日 - 5月5日、NHK総合） - 宇野浩平 役
- 崖っぷちホテル! 第6話・第7話（2018年5月20日・27日、日本テレビ） - 桜井誠一 役
- コンフィデンスマンJP 最終話（2018年6月11日、フジテレビ）  - 鉢巻秀男 役
- 東野圭吾 手紙（2018年12月19日、テレビ東京） - 武島剛志 役
- 関西テレビ開局60周年特別ドラマ「BRIDGE はじまりは1995.1.17神戸」（2019年1月15日、関西テレビ） - 國代寛治 役
- 浮世の画家（2019年3月24日、NHK BS8K／2019年3月30日、NHK総合） - 信太郎 役
- ミストレス〜女たちの秘密〜（2019年4月19日 - 6月21日、NHK総合） - 原田悟史 役
- 頭に来てもアホとは戦うな!（2019年4月23日 - 6月25日、日本テレビ） - 延暦寺タテル 役
- 臨床犯罪学者 火村英生の推理2019「ABCキラー」編（2019年9月29日、日本テレビ） - 因幡丈一郎 役[30]
- 連続テレビ小説 スカーレット 第2話 - 第10話、第29話・第30話、第58話・第59話、第103話・第104話、第149話（2019年10月1日 - 10日、11月1日・2日、2020年2月3日・4日、3月27日、NHK総合） - 草間宗一郎 役
- 4分間のマリーゴールド 第3話 - 第5話、第9話・最終話（2019年10月25日 - 11月8日、12月6日・13日、TBS） - 青葉広洋 役[31]
- 俺の家の話 第八話（2021年3月12日、TBS） - 加藤隆太郎 役[32]
- 脳科学弁護士 海堂梓 ダウト（2021年4月12日、テレビ東京） - 斎田誠 役[33]
- 正月時代劇 幕末相棒伝（2022年1月3日、NHK総合・BS4K） - 伊東甲子太郎 役[34]
- エンディングカット（2022年3月19日、NHK総合） - 迫田和俊 役
- パンドラの果実〜科学犯罪捜査ファイル〜 Season1（2022年4月23日 - 6月22日、日本テレビ） - 三枝益生 役[35]
  - パンドラの果実〜科学犯罪捜査ファイル〜 最終章SP（2024年6月16日、日本テレビ）[36]
- 純愛ディソナンス（2022年7月14日 - 9月22日、フジテレビ） - 路加雄介 役[37][38]
- 連続ドラマW 雨に消えた向日葵（2022年7月24日 - 8月21日、WOWOW） - 石岡征則 役[39]
- ノンレムの窓 2023・新春 第2話「代行社会」（2023年1月7日、日本テレビ） - 山﨑真司 役[40]
- NHKスペシャル 未解決事件  File.10 下山事件（2024年3月30日、NHK総合） - 矢田喜美雄 役[41]
- まどか26歳、研修医やってます!（2025年1月14日 - 3月18日、TBS） - 城崎智也 役[42]
- シミュレーション 〜昭和16年夏の敗戦〜（2025年8月16日・17日、NHK総合） - 瀬古明 役[43]
- 新東京水上警察（2025年10月7日〈予定〉 - 、フジテレビ） - 主演・碇拓真 役[44]

### 配信ドラマ
- 臨床犯罪学者 火村英生の推理2019「狩人の悪夢」編（2019年9月29日・10月6日配信開始、Hulu） - 因幡丈一郎 役
- SPECサーガ黎明篇「Knockin’on 冷泉’s SPEC Door」～絶対預言者 冷泉俊明が守りたかった幸福の欠片～（2021年2月18日配信開始、Paravi） - 鈴木俊明 役[45]
- パンドラの果実〜科学犯罪捜査ファイル〜 Season2（2022年6月25日 - 7月30日、Hulu） - 三枝益生 役[35]
  - パンドラの果実〜科学犯罪捜査ファイル〜 Season3（2024年6月16日 - 7月14日、Hulu）三枝益生 役[36]
- 純愛ディソナンス 転調〜空白の5年間〜（2022年8月18日配信開始、TVer） - 路加雄介 役[46]
- MALICE（2023年9月14日配信開始、U-NEXT） - 丸山奏太 役（主演）[注 3][47]
- THE3名様Ω（2024年5月24日 -、Hulu） - 主演・ジャンボ 役

### 映画
- 世にも奇妙な物語 映画の特別編（2000年） - ロッカー風の青年 役
- あしたはきっと…（2001年） - 寺島裕司 役
- さよなら、クロ（2003年） - 斎藤守 役
- ROCKERS（2003年） - （ガクちゃん〈穴井仁吉〉） 役
- 木更津キャッツアイ 日本シリーズ（2003年） - 岡林シンゴ（通称・マスター） 役
- ジャンプ（2004年） - コンビニ店員 役
- ローレライ（2005年） - 清永喜久雄 役
- いぬのえいが（2005年） - 克彦 役
- まだまだあぶない刑事（2005年、日本テレビ・東映） - 水島修一 役
- 絶対恐怖 Booth ブース（2005年） - 勝又真吾 役（主演）
- LIMIT OF LOVE 海猿（2006年） - 吉岡哲也 役
- 間宮兄弟（2006年） - 浩太 役
- ダメジン（2006年） - リョウスケ 役（主演）
- 東京フレンズ The Movie（2006年） - 里見健一 役
- 木更津キャッツアイ ワールドシリーズ（2006年） - 岡林シンゴ（通称・マスター） 役
- 7月24日通りのクリスマス（2006年） - 森山芳夫 役
- 憑神（2007年） - 小文吾 役
- ガチ☆ボーイ（2008年） - 五十嵐良一（マリリン仮面） 役（主演）
- ROOKIES -卒業-（2009年5月、東宝） - 川藤幸一 役（主演）
- THE LAST MESSAGE 海猿（2010年） - 吉岡哲也 役
- おにいちゃんのハナビ（2010年） - 有馬幸生 役
- 漫才ギャング（2011年） - 黒沢飛夫 役（主演）
- ロック 〜わんこの島〜（2011年） - 野山松男 役（主演）
- BRAVE HEARTS 海猿（2012年7月13日公開、東宝） - 吉岡哲也 役
- 天地明察（2012年9月15日公開） - 村瀬義益 役
- ツナグ（2012年10月6日公開） - 土谷功一 役
- 悪夢ちゃん The 夢ovie（2014年5月3日公開） - 渋井幸介 役
- TOKYO TRIBE（2014年8月30日公開） - テラ 役
- ひるなかの流星（2017年3月24日公開） - 熊本諭吉 役[48]
- 鋼の錬金術師シリーズ - マース・ヒューズ 役[49]
  - 鋼の錬金術師（2017年12月1日公開）
  - 鋼の錬金術師 完結編 復讐者スカー（2022年5月20日公開）[50]
  - 鋼の錬金術師 完結編 最後の錬成（2022年6月24日公開）[50]
- 輪違屋糸里 京女たちの幕末（2018年12月15日公開） - 平山五郎 役
- コンフィデンスマンJP -ロマンス編-（2019年5月17日公開） - 鉢巻秀男 役
- 劇場版 ファイナルファンタジーXIV 光のお父さん（2019年6月21日公開） - 吉井晋太郎 役[51]
- 今日も嫌がらせ弁当（2019年6月28日公開） - 岡野信介 役[52]
- 阪神タイガース THE MOVIE〜猛虎神話集〜（2020年2月14日公開）[53]
- THE3名様 〜リモートだけじゃ無理じゃね?〜（2022年4月8日公開）[54]
  - THE3名様Ω〜これってフツーに事件じゃね?!〜（2024年8月30日公開）[55]
- シャイロックの子供たち（2023年2月17日公開）- 滝野真 役[56]

### 舞台
- BOYS TIME（1999年）
- キラークイーン666（2001年）
- 熊沢パンキース03（2003年）
- SHAKESPEARE'S R&J（2005年）
- Team申 第1回公演「時には父のない子のように」（2005年）
- ビロクシー・ブルース（2009年） - ユージン 役（主演）
- Team申 番外公演〜今、僕らが出来ること〜 朗読劇「家守綺譚」（2011年）
- 高校中パニック!小激突!!（2013年11月24日 - 2014年1月26日、PARCO劇場 / 地方）
- 第16回東京03単独公演「あるがままの君でいないで」（2014年9月19日、東京・草月ホール）[注 4]
- ダブリンの鐘つきカビ人間（2015年10月 - 11月、パルコ劇場 / 地方） - カビ人間 役（主演）[57][58]
- Team申 番外公演Ⅳ「男たちの棲家〜ドッコイ！俺たちはここに居る〜」（2016年5月、春秋座/八千代座）
- 足跡姫〜時代錯誤冬幽霊〜（2017年1月 - 、東京芸術劇場プレイハウス）
- アンナ・クリスティ（2018年7月 - 8月、よみうり大手町ホール / 梅田芸術劇場） - マット・バーク 役[59]
- いまを生きる（2018年10月、新国立劇場 中劇場） - ジョン・キーティング 役（主演）
- エブリ・ブリリアント・シング〜ありとあらゆるステキなこと〜（2020年1月25日 - 2月5日、東京芸術劇場シアターイースト / 2月8日 - 11日、りゅーとぴあ 新潟市民芸術文化会館 / 2月15日・16日、まつもと市民芸術館 特設会場 / 2月18日・19日、名古屋千種文化小劇場 / 2月22日・23日、茨木クリエイトセンター）[60]
- 『GOOD』-善き人-（2024年4月6日 - 21日、世田谷パブリックシアター / 4月27日・28日、兵庫県立芸術文化センター 阪急中ホール）（主演）[61]
- ラヴ・レターズ〜2025 New Year Special〜（2025年1月15日、水戸芸術館 ACM劇場 / 1月21日、PARCO劇場） - アンディ 役[62]
- 明日を落としても（2025年10月11日 - 16日〈予定〉、兵庫県立芸術文化センター 阪急中ホール / 10月22日 - 27日〈予定〉、EX THEATER ROPPONGI） - 桐野雄介 役（主演）[63]

### ビデオ / DVD
- リボルバー 青い春（2003年、ケイエスエス） - コージ 役
- THE3名様（2005年 - 2008年、ポニーキャニオン 他） - ジャンボ 役
- 東京フレンズ（2005年、avex） - 里見健一 役
- のんたのしっぽ（2006年、ビクターエンタテインメント）

### 吹き替え
- レミーのおいしいレストラン（2007年） - リングイニ 役
- THE BATMAN-ザ・バットマン-（2022年） - ドン・ミッチェル市長 役〈ルパート・ペンリー＝ジョーンズ〉[64]

### バラエティ
- 月光音楽団（2005年1月 - 9月、TBS系列） - レギュラー
- ライオンのグータッチ（2016年4月2日 - 2022年3月26日、フジテレビ系列） - レギュラー[65]
- クイズ!あなたは小学5年生より賢いの?（2019年10月18日 - 2024年9月27日、日本テレビ系列） - 司会
- BE:FIRST TV（2022年4月2日 - 7月2日、日本テレビ） - MC[66]
- 錬金バトル KASEGE あなたは無人島でお金を生み出すことができますか?（2022年5月7日、日本テレビ系列） - MC

### ドキュメンタリー
- ワンステップ!（TBS、2008年7月 - 2010年3月） - ナビゲーター
- 地球イチバン
  - 「世界でイチバンの自転車の街　オランダ・グローニンゲン」（2010年8月16日、NHK総合） - 司会
  - 「世界でイチバン高い湖　ペルー・ティティカカ湖」（2010年8月17日、NHK総合） - 司会
- 地球バス紀行（2011年4月 - 2012年3月、BS-TBS） - ナレーション
- Fのキセキ（BS日テレ、2011年4月 - ） - ナビゲーター
- 天空の方舟（北海道放送制作、JNN系列12局ネット、2013年2月17日） - ナビゲーター
- 佐藤隆太の地球元気（テレビ東京、2013年6月 - ） - ナビゲーター
- ONE ASIA アジア麺ロードを行く（RKB毎日放送制作、TBS系列、2014年9月15日） - 旅人[67]
- ルーツを歩こう PRESENTED BY KIRISHIMA ROOTS PROJECT（KBC九州朝日放送製作、九州・沖縄のANN系列7局と宮崎県都城市のビィーティーヴィーケーブルテレビにて放送、2015年4月17日から3ヶ月〜半年交代） - ナレーション
- 佐藤隆太の中部4県おいしい寿司が食べたい（2018年10月8日、JNN中部4局（UTY・SBC・BSN・SBS）共同制作）- 旅人[68]

### スポーツ
- DREAM・K-1 WORLD MAX（TBS系列、2009年4月 - ）メイン・キャスター
- K-1 PREMIUM Dynamite!!（TBS系列）メイン・キャスター
- ロンドンオリンピック（テレビ東京系列）メイン・キャスター
- 虎バン（ABC朝日放送、2015年1月- ）スペシャルナビゲーター
- 中居正広のプロ野球珍プレー好プレー大賞2022（フジテレビ系列、2022年12月11日）代打MC

### ラジオ
- 自由と佐藤隆太とラクティス（TOKYO FM、2007年2月 - 3月）
- 有馬隼人とラジオと山瀬まみと（TBSラジオ、2019年12月20日）
- FMシアター（NHK-FM）
  - 「マウンド」（2005年12月17日）[69]
  - 「エンディング・カット」（2019年2月2日） - 父（理容師） 役[70]
  - 「屋上の侵入者」（2021年6月19日）- 高校教師・吉岡洸佑 役[71]

### CM
- 大王製紙「エリエール エリス・エクストラスリム」（2000年 - 2001年）
- サントリーフーズ「なっちゃん」（2001年）
- マンダム「ルシードL」（2001年）
- 綜合警備保障（2001年6月）
- シード「2ウィークファイン」（2002年1月）
- サッポロビール「ファインラガー」（2002年2月）
- 日本マクドナルド「グラタンコロッケバーガー」（2002年12月）
- メルシャン「本搾りチューハイ」（2003年2月）
- 任天堂「ファミコンミニ」「New スーパーマリオブラザーズ U」（2004年  2012年 - 2013年）
- P&G「ヴィダルサスーン」（2004年8月）
- ボーダフォン 日本法人（現：ソフトバンク）「Vodafone 3G （現：Softbank 3G）」（2004年 - 2005年）
- 章栄不動産（2004年）
- 花王「ハミングNeo」「メンズビオレ・瞬間ドライスプレー」（2005年 - 2013年）
- 集英社「集英社文庫 夏の一冊」（2005年）
- 麒麟麦酒「冬麒麟」（2005年）
- ほくせん「ほくせんカード」（2005年）※北海道限定
- トヨタ自動車
  - ラクティス（2006年 - 2007年）
  - ist（2009年）[注 5]
- 日本コカ・コーラ「アクエリアス フリースタイル」（2006年）
- セガ「ジョイポリス」（2006年）
- 資生堂「uno」（2006年）
- 厚生労働省「職場のトラブル相談」キャンペーン（2006年）
- 味の素「クノール」「ほんだし」（2007年）
- ユニクロ「SUMMER MIX」（2007年）
- ジョイフル「ミスターJマンシリーズ」（2007年）
- 総務省「第21回参議院議員通常選挙 投票啓発」（2007年7月13日 - 7月28日）
- ロッテ
  - SPASH（2007年）
  - ガーナチョコレート 母の日ガーナ篇（2009年5月3日 - 10日、期間限定）[注 5]
- 武田薬品工業「アリナミンV」（2007年 - 2014年5月）
- サントリー「ダイエット〈生〉クリアテイスト」（2008年 - 2009年）
- Right-on（2008年 - 2009年）
- 吉野家（2008年10月 - 2009年）
- シャープ「シャープ なるほど劇場」（2008年 - 2010年）
- ロッテアイス「クーリッシュ」（2009年）
- 全国酒販協同組合連合会 「ビール共通券」（2009年11月 - 2010年）
- 伊藤園「W BLACK」 / 「MINERAL SPARKIES」（2009年11月12日）[注 5]
- ユーキャン「通信教育」（2010年1月）
- アサヒビール「アサヒ オフ」（2010年3月 - 2012年）
- イオン「トップバリュ ヒートファクト」（2010年）
- 大東建託「いい部屋ネット」（2010年6月 - 2012年）
- ミスタードーナツ「焼きド」（2011年）
- Gloops「大召喚‼︎マジゲート」（2012年）
- ベネッセコーポレーション「進研ゼミ小学講座」（2013年 - 2014年）
- 政府広報「ジョブサポーター」（2014年）
- ミツカン 「〆まで美味しいキムチ鍋つゆ」（2014年 - 2016年）
- ヤフー「ヤフオク!」（2015年）
- 日本証券業協会「みんなにいいさ!NISAがいいさ!」篇（2015年 - 2016年）
- ビッグモーター（2017年1月 - 2023年7月20日）[72]
- 明治安田生命保険（2018年）
- Payment Technology「前払いできるくん」（2019年）
- オークファン「NETSEA」（2020年）
- ブランジスタエール「ACCEL JAPAN」（2022年10月 - ） - アンバサダー
- NTTドコモ「dスマホローン」（2023年5月 - ）
- ポチッと住まいる（2023年7月 - ）

### その他
- FUNKY MONKEY BABYS「涙/夢」（2010年）初回限定盤のジャケットに起用されている。

## 書籍
- さすらっていこ〜ぜぃ!（2004年7月22日、ワニブックス）ISBN 4847015606